# Tiro esportivo nos Jogos Pan-Americanos de 2019 - Pistola de ar misto por equipes
A categoria da pistola de ar 10 m duplas mistas foi um dos eventos do tiro esportivo nos Jogos Pan-Americanos de 2019, em Lima. Foi disputada no dia 29 de julho no Las Palmas Range.

## Calendário
Horário local (UTC-5)
| Data        | Horário | Fase         |
| ----------- | ------- | ------------ |
| 29 de julho | 09:00   | Qualificação |
| 29 de julho | 11:00   | Final        |

## Medalhistas
| Ouro   | CUB Laina Pérez Jorge Grau            |
| Prata  | USA Miglena Todorova Nickolaus Mowrer |
| Bronze | ECU Andrea Pérez Yautung Cueva        |

## Resultados

### Qualificação
| Pos. | Atiradores                         | Nacionalidade            | 1   | 2   | 3   | 4   | Total   | Notas |
| ---- | ---------------------------------- | ------------------------ | --- | --- | --- | --- | ------- | ----- |
| 1    | Andrea Pérez Yautung Cueva         | ECU Equador              | 191 | 192 | 190 | 192 | 765-19x | Q     |
| 2    | Miglena Todorova Nickolaus Mowrer  | USA Estados Unidos       | 188 | 192 | 194 | 186 | 760-24x | Q     |
| 3    | Nathalia Granados Jay Shi          | USA Estados Unidos       | 193 | 187 | 188 | 192 | 760-17x | Q     |
| 4    | Sheyla González Guillermo Pías     | CUB Cuba                 | 190 | 189 | 193 | 186 | 758-17x | Q     |
| 5    | Laina Pérez Jorge Grau             | CUB Cuba                 | 189 | 184 | 190 | 192 | 755-19x | Q     |
| 6    | Mariana Caro Daniel Urquiza        | MEX México               | 188 | 184 | 190 | 193 | 755-18x |       |
| 7    | Laura Ramos Juan Fragueiro         | ARG Argentina            | 186 | 191 | 190 | 186 | 753-20x |       |
| 8    | Julieta Mautone Ignacio Hernandez  | URU Uruguai              | 188 | 184 | 188 | 193 | 753-17x |       |
| 9    | Annia Becerra Marko Carrillo       | PER Peru                 | 189 | 187 | 186 | 190 | 752-18x |       |
| 10   | Karen Quezada David Pérez          | MEX México               | 187 | 193 | 184 | 187 | 751-19x |       |
| 11   | Delmi Monzón José Castillo         | GUA Guatemala            | 188 | 186 | 186 | 191 | 751-15x |       |
| 12   | Kimberly Britton Stuart Burns      | CAN Canadá               | 183 | 189 | 190 | 187 | 749-9x  |       |
| 13   | Yanka Vasileva Mark Hynes          | CAN Canadá               | 189 | 187 | 187 | 184 | 747-12x |       |
| 14   | Kimberly Linares Albino Jiménez    | GUA Guatemala            | 188 | 184 | 192 | 182 | 746-18x |       |
| 15   | Thaís Carvalho Júlio Almeida       | BRA Brasil               | 185 | 185 | 186 | 186 | 742-18x |       |
| 16   | Jennifer Valentin Luis Ramon López | PUR Porto Rico           | 185 | 185 | 185 | 182 | 737-16x |       |
| 17   | Jocelyn Núñez Manuel Sánchez       | CHI Chile                | 184 | 186 | 186 | 181 | 737-15x |       |
| 18   | Rachel de Castro Philipe Freitas   | BRA Brasil               | 188 | 185 | 179 | 184 | 736-15x |       |
| 19   | Rocío Sisterna Sebastián Lobo      | ARG Argentina            | 182 | 184 | 183 | 186 | 735-14x |       |
| 20   | Miriam Quintanilla José Ullilen    | PER Peru                 | 183 | 182 | 184 | 185 | 734-14x |       |
| 21   | Erika Landaverde Jorge Pimentel    | ESA El Salvador          | 181 | 187 | 180 | 183 | 731-17x |       |
| 22   | Marsha Jones Roger Daniel          | TTO Trinidad e Tobago    | 184 | 184 | 179 | 182 | 729-13x |       |
| 23   | Ashely Domínguez Ángel Barquero    | ESA El Salvador          | 182 | 183 | 176 | 180 | 721-14x |       |
| 24   | Victória González Josué Hernández  | DOM República Dominicana | 174 | 181 | 176 | 176 | 707-10x |       |

### Final
| Pos.              | Atirador                          | Nacionalidade      | 1     | 2           | 3           | 4          | 5          | 6          | 7          | Total | Notas                            |
| ----------------- | --------------------------------- | ------------------ | ----- | ----------- | ----------- | ---------- | ---------- | ---------- | ---------- | ----- | -------------------------------- |
| Medalha de ouro   | Laina Pérez Jorge Grau            | CUB Cuba           | 97.0  | 198.2 101.2 | 297.0 98.8  | 335.9 38.9 | 375.3 39.4 | 413.9 38.6 | 475.0 61.1 | 475.0 | Recorde dos Jogos Pan-Americanos |
| Medalha de prata  | Miglena Todorova Nickolaus Mowrer | USA Estados Unidos | 95.6  | 195.0 99.4  | 296.6 101.6 | 334.8 38.2 | 375.0 40.2 | 414.3 39.3 | 471.3 57.0 | 471.3 |                                  |
| Medalha de bronze | Andrea Pérez Yautung Cueva        | ECU Equador        | 100.1 | 195.6 95.5  | 295.5 99.9  | 335.1 39.6 | 375.0 39.9 | 411.0 36.0 | 411.0      | 411.0 |                                  |
| 4                 | Nathalia Granados Jay Shi         | USA Estados Unidos | 99.1  | 195.9 96.8  | 293.2 97.3  | 332.9 39.7 | 373.6 40.7 | 373.6      | 373.6      | 373.6 |                                  |
| 5                 | Sheyla González Guillermo Pías    | CUB Cuba           | 95.9  | 188.7 92.8  | 286.2 97.5  | 326.7 40.5 | 326.7      | 326.7      | 326.7 60.8 | 326.7 |                                  |